# The Bones of What You Believe
The Bones of What You Believe je debutové studiové album skotské electronicko/synthpopové skupiny Chvrches, které vydalo Virgin Records 23. září 2013 ve dvou vydáních: standardní edici a deluxe edici. Standardní edice obsahuje 12 skladeb a navíc všechny singly, které skupina vydala v letech 2012-2013. Deluxe edice obsahuje stejných 12 skladeb plus 6 extra skladeb: 2 nové písně, 2 remixy a 2 živé videozáznamy.

## Seznam skladeb
Všechny skladby napsal(i) Chvrches. 
| Pořadí         | Název                | Délka |
| -------------- | -------------------- | ----- |
| 1.             | The Mother We Share  | 3:11  |
| 2.             | We Sink              | 3:34  |
| 3.             | Gun                  | 3:53  |
| 4.             | Tether               | 4:46  |
| 5.             | Lies                 | 3:41  |
| 6.             | Under the Tide       | 4:32  |
| 7.             | Recover              | 3:45  |
| 8.             | Night Sky            | 3:51  |
| 9.             | Science/Vision       | 3:58  |
| 10.            | Lungs                | 3:02  |
| 11.            | By the Throat        | 4:09  |
| 12.            | You Caught the Light | 5:40  |
| Celková délka: | Celková délka:       | 48:02 |

| Bonusové skladby na deluxe edici | Bonusové skladby na deluxe edici                         | Bonusové skladby na deluxe edici |
| Pořadí                           | Název                                                    | Délka                            |
| -------------------------------- | -------------------------------------------------------- | -------------------------------- |
| 13.                              | Strong Hand                                              | 3:26                             |
| 14.                              | Broken Bones                                             | 3:44                             |
| 15.                              | Gun (KDA remix)                                          | 6:15                             |
| 16.                              | The Mother We Share (We Were Promised Jetpacks remix)    | 5:58                             |
| 17.                              | Recover (Živě z Village Underground [Video])             | 4:02                             |
| 18.                              | The Mother We Share (Živě z Village Underground [Video]) | 3:59                             |